# SERINC1
SERINC1‏ (Serine incorporator 1) هوَ بروتين يُشَفر بواسطة جين SERINC1 في الإنسان.